# Pietro Raimondi
Pour les articles homonymes, voir Raimondi.
Œuvres principales
- Giuseppe

Pietro Raimondi (né le 20 décembre 1786 à Rome – mort dans la même ville le 30 octobre 1853) est un compositeur italien, faisant la transition entre l'époque classique et l'époque romantique. Il a composé des opéras et de la musique sacrée, mais il a été aussi un innovateur dans la technique contrapuntique et dans la création d'œuvres utilisant la technique de la simultanéité de plusieurs parties et rassemblant de grands effectifs.

## Biographie
Raimondi est né à Rome, et a reçu sa première formation à Naples au Conservatoire della Pietà dei Turchini, auprès de Giacomo Tritto. Il a passé une partie de son début de carrière à Gênes où vivait sa mère et où il fait représenter un opéra bouffe Le bizzarie d'amore (1807). Il a voyagé plusieurs années en Italie pour mettre en scène ses opéras. De 1816 à 1820 il a été maître de chapelle de la ville d Acireale. En 1824 il a été nommé directeur des théâtres de Naples, et l'année suivante, il a succédé à Tritto au poste de maître de composition au R. Collegio di musica de cette ville.
De 1833 à 1852, il a été professeur de contrepoint au Conservatorio del Buon Pastore et directeur du teatro Carolino de Palerme. Certains de ses opéras ont été joués à Catane et Messine.
Alors qu'il est surtout connu comme compositeur d'opéra à cette époque, il était obsédé par le contrepoint, et utilisait son temps libre à écrire des fugues à plusieurs voix, ainsi que des fugues simultanées dans différentes tonalités et modes pour plusieurs groupes de différents instruments. Il a publié 4 fugues à 4 voix, qui peuvent se combiner pour former une quadruple fugue à 16 voix, 6 fugues à 4 voix, qui peuvent devenir une sextuple fugue à 24 voix. Ricordi a publié 24 fugues a 4, 5, 6, e 8 voci, parmi lesquelles on trouve une quadruple fugue à 16 voix et une quintuple fugue à 20 voix, de même que 6 fugues à 4 voix, qui peuvent devenir une sextuple fugue à 24 voix et enfin une fugue à 64 voix pour 16 chœurs à 4 voix. Il considérait ce travail comme expérimental, et au début de sa carrière, il n'a pas incorporé ses expériences dans ses opéras.
Peu d'opéras de Raimondi ont connu le succès. Lorsqu'il a réalisé qu'il allait être éclipsé par Rossini, et ensuite par Bellini et Donizetti, il a cessé de produire des opéras pour s'orienter vers la musique sacrée ; dans ce domaine, il avait plus de possibilités de mettre en pratique son amour du contrepoint. Il a publié un traité de contrepoint en 1836 en même temps que la première de ses compositions expérimentales pour plusieurs chœurs et orchestres. À partir de cette année, il a consacré l'essentiel de ses énergies à l'écriture d'œuvres de ce genre. Cependant, il n'avait pas oublié sa carrière précédente, et il a fait quelques nouvelles tentatives pour obtenir le succès sur la scène lyrique.

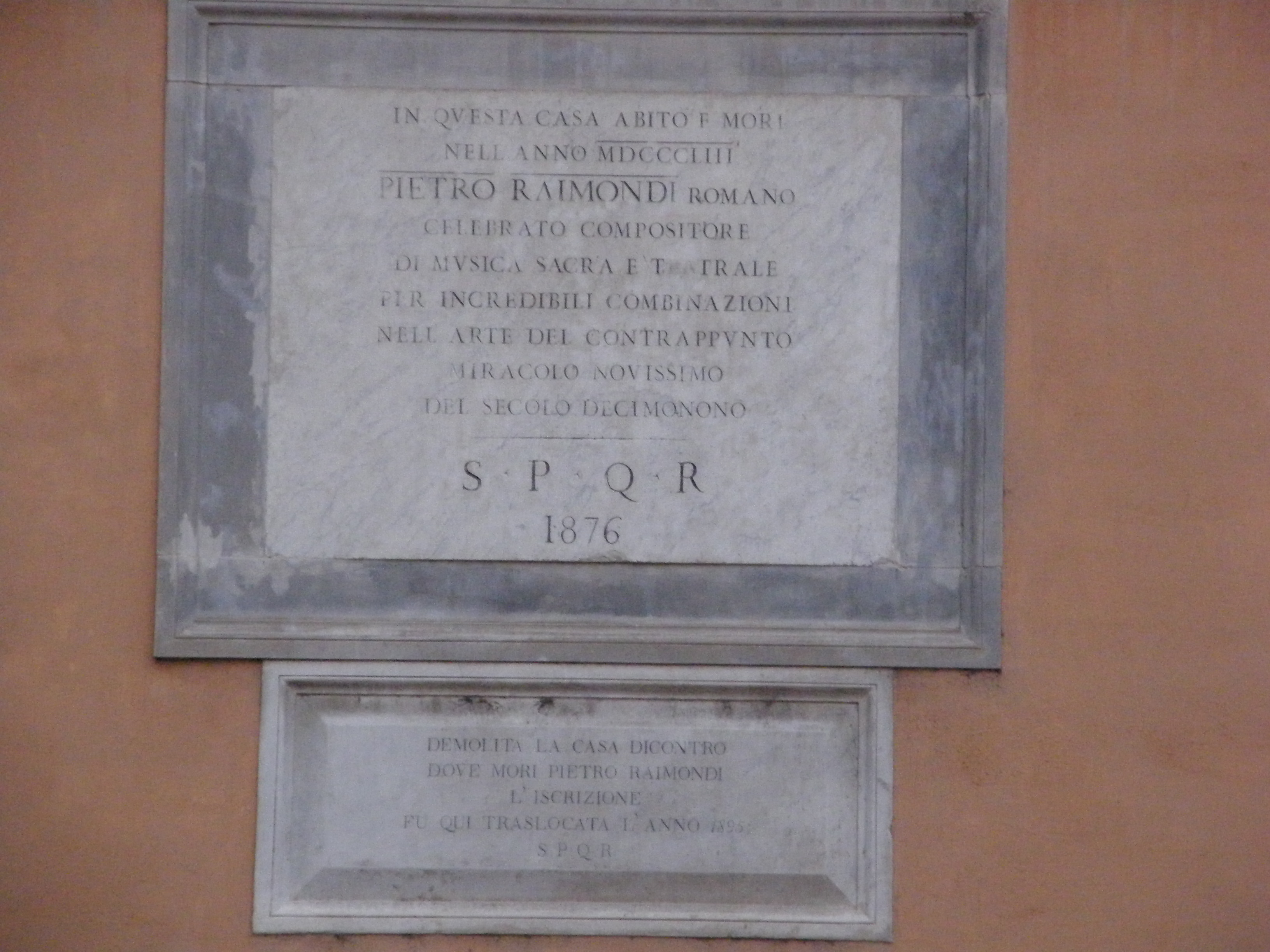
Plaque commémorative sur la Piazza dell'Oratorio, Rome

Une de ses plus spectaculaires expériences dans la musique utilisant la simultanéité est son triple oratorio, Putifar-Giuseppe-Giacobbe (1848). Cette œuvre est constituée par trois oratorios indépendants conçus pour être joués d'abord consécutivement, puis simultanément ; c'est une des rares expériences de ce type avant la musique de Charles Ives au XXe siècle. Contrairement à la musique de Ives, cependant, le langage musical de Raimondi est conservateur, voire anachronique, car il utilise seulement le langage tonal du XVIIIe siècle. Les parties des trois oratorios sont conçues pour s'adapter étroitement les unes aux autres, tout en obéissant aux règles standards du contrepoint. Le triple oratorio a été créé à Rome en 1852, lors d'un concert d'une durée de six heures, et demandant 430 exécutants. Selon le compte-rendu contemporain, Raimondi était tellement submergé par l'intensité sonore des trois oratorios joués ensemble qu'à la fin, il s'est évanoui, et le concert a causé la sensation qu'il avait désirée depuis si longtemps.
À la suite de ce succès, il a été honoré par le pape, qui l'a nommé le 12 décembre 1852 maître de chapelle à la Cappella Giulia (Saint-Pierre), un niveau de reconnaissance qu'il n'avait jamais obtenu dans le domaine de l'opéra.

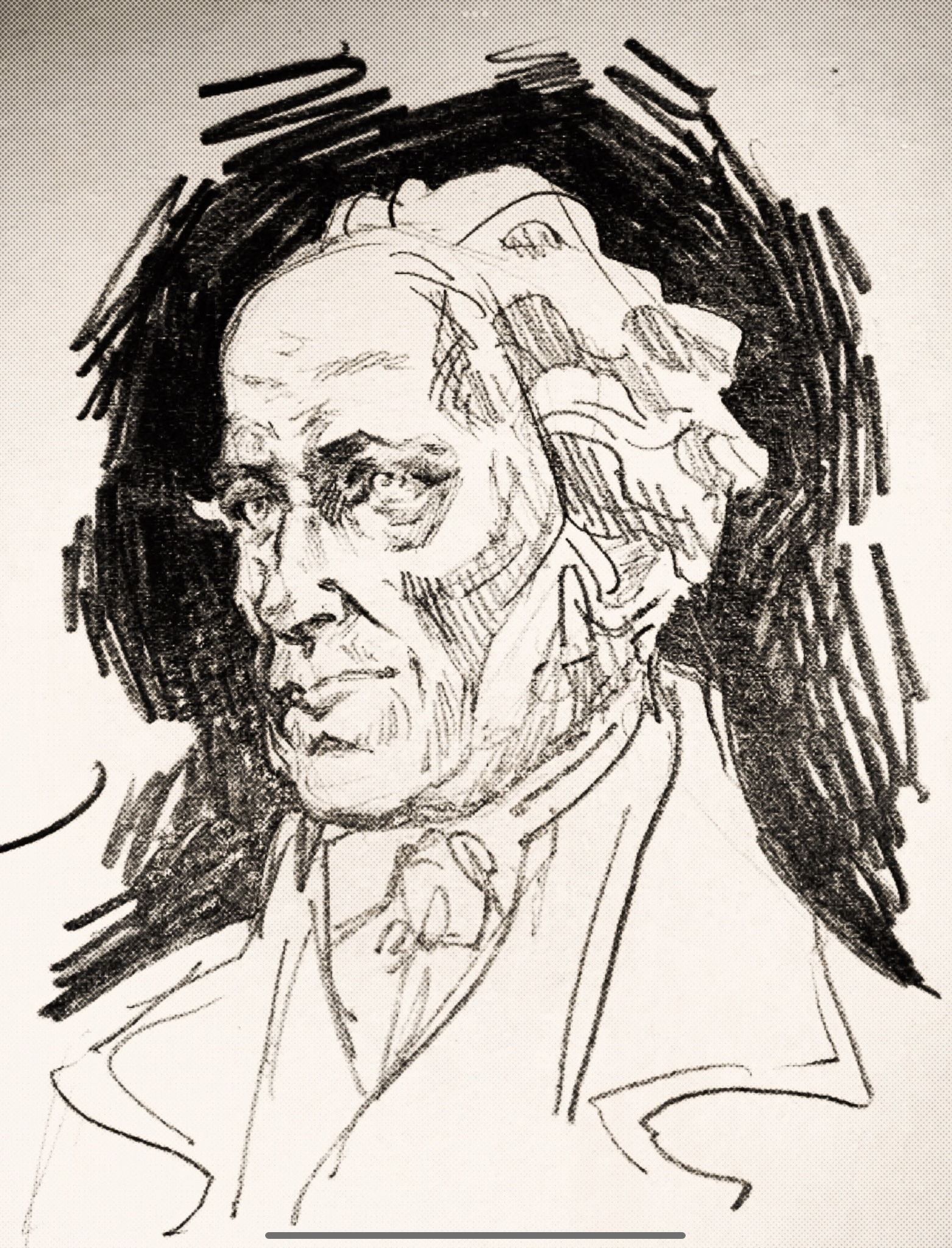
Portrait de Pietro Raimondi d’après un buste des Jardins de la Villa Borghèse.

Raimondi à la suite du triple oratorio, a composé un double opéra, un sérieux et un comique, qui suivant le modèle du triple oratorio étaient conçus pour être exécutés soit consécutivement, soit simultanément. Cette œuvre (Adelasia/I quattro rustici) est restée inachevée à son décès en 1853 ; cependant, une grande partie de l'orchestration, du contrepoint et la plupart des changements de scène avaient été terminés. Suivant la conception de Raimondi, chaque opéra aurait servi comme un commentaire à l'autre. Ce double opéra n'a jamais été achevé ni mis en scène. Cette expérience de Raimondi au milieu du XIXe siècle n'a été suivie par aucune autre.
Dans son langage musical, Raimondi est conservateur, et ses compositions simultanées suivent les règles traditionnelles du contrepoint, et restent dans un univers tonal limité.

## Œuvres
Il est l'auteur de 62 opéras, dont : 
- La Bizzarria d'amore (Gênes - 1807)
- La Forza dell'immaginazione, commedia lirica (1808)
- Il Battuto contento, commedia lirica (1808)
- Era e Leandro, monodramma (1809)
- Il Fanatico deluso (Naples, Teatro dei Fiorentini, 1811) ;
- Amurat secondo (Rome, 1813) ;
- Ciro in Babilonia (Naples, Teatro San Carlo, 19 mars 1820) ;
- La Donna colonnello (Naples, Teatro del Fondo, 22 mai 1822) ;
- La Caccia di Errico IV (Naples, Teatro del Fondo, 1822) ;
- Le Finte amazzoni (Milan, Teatro alla Scala, 15 mai 1823) ;
- Le nozze dei sanniti (Naples, Teatro San Carlo, 24 février 1824) ;
- Amina ovvero L'innocenza perseguitata (Milan, Teatro alla Scala, 16 mars 1824) ;
- Berenice in Roma (Naples, Teatro San Carlo, automne 1824) ;
- Il Disertore (Naples, Teatro del Fondo, 23 janvier 1825) ;
- Il finto feudatario (Naples, Teatro Nuovo, 18 mai 1826) ;
- Costanza ed Oringaldo (Naples, Teatro San Carlo, 30 mai 1830) ;
- Il Ventaglio (Naples, Teatro Nuovo, 22 janvier 1831) qui a été représenté dans de nombreux théâtres d'Italie ;
- Il Giulio Sabino (Naples, Teatro San Carlo, 3 avril 1831) ;
- La vita di un giuocatore (Naples, Teatro Nuovo, 28 décembre 1831) ;
- La verdummara de puorto (Naples, Teatro Nuovo, 4 avril 1832) ;
- Clato (Naples, Teatro San Carlo, 25 décembre 1832) ;
- I Parenti ridicoli (Naples, Teatro Nuovo, 1er août 1835) ;
- Isabella degli Abenanti (Naples, Teatro San Carlo, 26 septembre 1836) ;
- Viclinda (Naples, Teatro San Carlo, 30 mai 1837) ;
- Francesca Donato (livret de Felice Romani, Palerme, Teatro Carolino, 12 décembre 1842) ;
- Il Trionfo delle donne (Palerme, 1843) ; etc.

Cinq oratorios, dont : 
- Giuseppe - Une œuvre qui comprend la trilogie : Putifar, Giuseppe et Giacobbe, écrite en 1848 en neuf mois et trois jours et a été jouée les 7, 8, 10, 11 et 16 août 1852 au teatro Argentina de Rome - Livret de Giuseppe Sapio ;
- Giuditta, azione tragico-sacra en 2 actes (Naples, Teatro San Carlo, 4 mars 1827) avec Giuditta Pasta
- Il Giudizio universale - Livret de Onofrio Abbate (it).

Cantate : 
- L'Oracolo di Delfo (Naples, Teatro San Carlo, 1811)
- Argia (Naples, 6 juillet 1823).

Ballet :
- Giaffar (Bologne, Teatro Comunale, 9 mai 1837).

Messe avec orchestre ; 
- 2 Requiem con orchestra ;
- Salmi da 4 a 8 voci ;
- 2 Messe ad otto parti reali ;
- 2 Sinfonie religiose, da eseguirsi separatamente od unite ;
- Vespri ;
- Stabat ;
- Miserere ;
- Tantum Ergo ;
- Le sette parole dell’agonia.

## Discographie
- Il ventaglio - Interprètes: A. Baldasserini, P. Barbacini, G. Ceccarini, C. Vozza - Dir. Bruno Rigacci - (RSI Lugano 1978 2 CD 1234,01 Al wav 4001 cda810)
- Il Giudizio universale - Interprètes: J. Omilian, D. Di Domenico, M, Camastra - Dir. Arturo Sacchetti (Ed. Bongiovanni - 2CD GB 2438/39-2)

## Crédit d'auteurs
- (it)/(en) Cet article est partiellement ou en totalité issu des articles intitulés en italien « Pietro Raimondi » (voir la liste des auteurs) et en anglais « Pietro Raimondi » (voir la liste des auteurs).